# 주소록

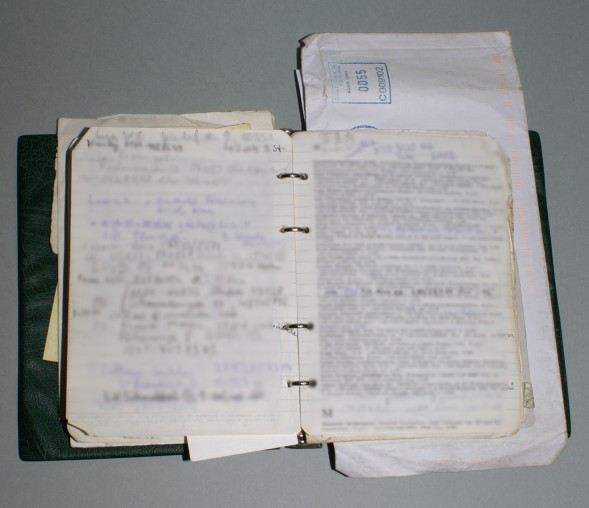
주소록

전자주소록 아이콘

주소록(住所錄)은 여러 사람의 주소를 적어둔 것을 말한다. 각 연락처 항목은 보통 몇 가지 기준으로 구성되어 이름, 성, 회사 이름, 주소, 전화 번호, 이메일 주소, 팩스 번호, 휴대폰 번호 등으로 기재하며, 주로 가나다 순, ABC 순으로 배치한다.

## 소프트웨어 주소록
주소록은 애플의 맥 OS X에 포함된 주소록 등 동일 목적으로 설계된 소프트웨어로도 볼 수 있다. 단순한 주소록은 수년 동안 이메일 소프트웨어에 통합되어 있으나, 더 진보된 버전은 1990년대 이후에 등장하였고, 심지어는 휴대 전화에서도 볼 수 있다.
개인 정보 관리자 (PIM)는 주소록, 달력, 작업 목록 등의 기능을 연동한다.
프로그램이나 컴퓨터 간에 엔트리를 전송하기 위해 소프트웨어에서 항목을 내보내거나 가져올 수 있다. 이러한 작업을 위한 일반적인 파일 포맷은 다음과 같다:
- LDIF (*.ldif, *.ldi)
- 탭 구분 (*.tab, *.txt)
- 쉼표 구분 (*.csv)
- vCard (*.vcf)

## 같이 보기
- 달력
- 전화번호부